# Aaron Carbury
Aaron Carbury (1987) è un giocatore di football americano australiano, che gioca come guardia per i Sydney University Lions.

## Palmarès
- 14 Waratah Bowl (Sydney University Lions, 2006, 2007, 2008, 2009, 2010, 2011, 2012, 2013, 2014, 2015, 2016, 2018, 2020, 2021)